# Trîbuhivți, Huseatîn
Trîbuhivți (în ucraineană Трибухівці) este un sat în comuna Lîcikivți din raionul Huseatîn, regiunea Ternopil, Ucraina.

## Demografie
Componența lingvistică a localității Trîbuhivți
     Ucraineană (99,64%)
     Alte limbi (0,24%)
Conform recensământului din 2001, majoritatea populației localității Trîbuhivți era vorbitoare de ucraineană (99,64%), existând în minoritate și vorbitori de alte limbi.